# 소련 공산당 대표자회

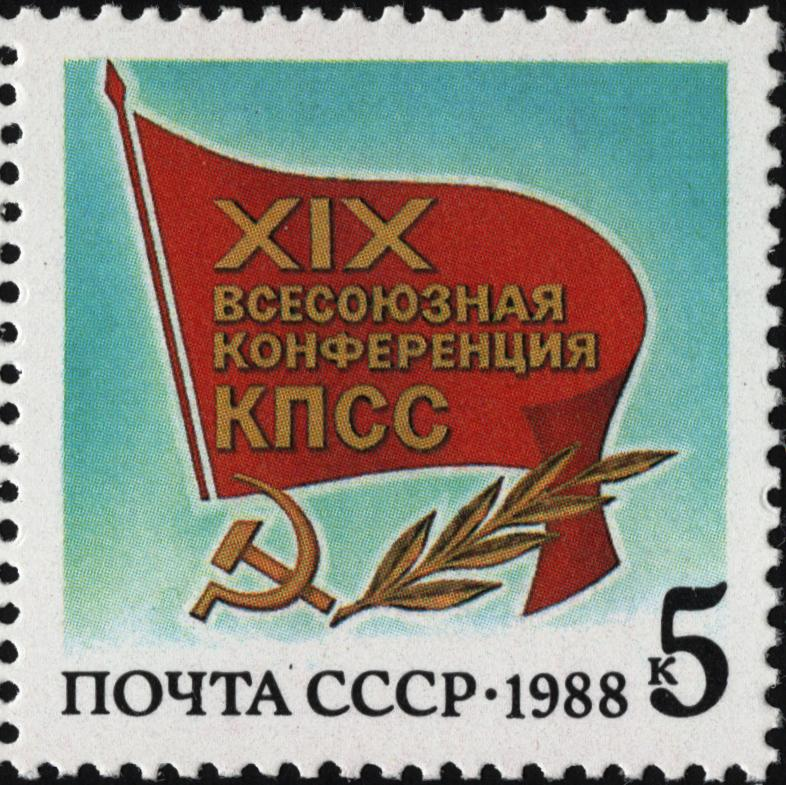
1988년 제19차 대표자회 기념우표.

소련 공산당 대표자회(러시아어: Конференция КПСС 칸페렌찌야 큽스[*])는 소련 공산당의 대회 사이사이에 중앙위에 의해 소집되거나 대표자 3분의 2의 요청이 있을 때 소집되는 당무결정기구다. 당무, 경제, 문화 등 안건을 논의하고 중앙위원회 인사변경이 필요할 시 그 변경을 행한다.
전연방 전당 단위로 소집되는 대회와 달리, 대표자회는 지역당에서도 소집될 수 있었다. 지역당 대표자회의 소집 요건은 지역당 중앙위가 소집하거나 지역당 대표자 3분의 2가 요청할 때, 즉 전당 대표자회 소집요건과 같았다.
역사상 총 19차례의 전당 대표자회가 있었다. 날짜는 모두 신력 기준.
1. 러시아 사회민주노동당 제1차 대표자회: 1905년 12월 2?일 - 1905년 12월 30일, 핀란드 대공국 탐페레
2. 러시아 사회민주노동당 제2차 대표자회: 1906년 11월 16일-1906년 12월 20일, 핀란드 대공국 탐페레
3. 러시아 사회민주노동당 제3차 대표자회: 1907년 8월 3일-1907년 8월 5일, 핀란드 대공국 코트카
4. 러시아 사회민주노동당 제4차 대표자회: 1907년 11월 18일-1907년 12월 25일, 핀란드 대공국 헬싱키
5. 러시아 사회민주노동당 제5차 대표자회: 1909년 1월 3일-1908년 1월 9일, 프랑스 제3공화국 파리
6. 러시아 사회민주노동당 제6차 대표자회: 1912년 1월 18일-1912년 1월 30일 보헤미아 왕국 프라하
7. 러시아 사회민주노동당 다수파 제7차 대표자회: 1917년 5월 7일-1917년 5월 12일, 러시아 공화국 페트로그라드
8. 러시아 공산당 제8차 대표자회: 1919년 12월 2일-1919년 12월 4일, 러시아 SFSR 모스크바
9. 러시아 공산당 제9차 대표자회: 1920년 9월 22일-1920년 9월 25일, 러시아 SFSR 모스크바
10. 러시아 공산당 제10차 대표자회: 1921년 5월 26일-1921년 5월 28일, 러시아 SFSR 모스크바
11. 러시아 공산당 제11차 대표자회: 1921년 12월 19일-1921년 12월 22일, 러시아 SFSR 모스크바
12. 러시아 공산당 제12차 대표자회: 1922년 8월 4일-1922년 8월 7일, 러시아 SFSR 모스크바
13. 러시아 공산당 제13차 대표자회: 1924년 1월 16일-1924년 1월 18일, 러시아 SFSR 모스크바
14. 전연방 공산당 제14차 대표자회: 1925년 4월 27일-1925년 4월 29일, 러시아 SFSR 모스크바
15. 전연방 공산당 제15차 대표자회: 1926년 10월 26일-1926년 11월 3일, 러시아 SFSR 모스크바
16. 전연방 공산당 제16차 대표자회: 1929년 4월 23일-1929년 4월 29일, 러시아 SFSR 모스크바
17. 전연방 공산당 제17차 대표자회: 1932년 1월 30일-1932년 2월 4일, 러시아 SFSR 모스크바
18. 전연방 공산당 제18차 대표자회: 1941년 2월 15일-1941년 2월 20일, 러시아 SFSR 모스크바
19. 소련 공산당 제19차 대표자회: 1988년 6월 28일-1988년 7월 1일, 러시아 SFSR 모스크바